# Neil Strauss
Neil Darrow Strauss (Chicago, 9 marzo 1969) è un giornalista e scrittore statunitense con cittadinanza nevisiana.
Conosciuto anche con il soprannome di Style, è considerato uno dei più esperti personal coach di seduzione americani.

## Biografia
Neil Strauss collabora con le testate giornalistiche The New York Times e Rolling Stone. Ha raggiunto notorietà internazionale grazie al suo best seller The Game, tradotto in varie lingue, tra le quali anche l'italiano, libro che parla di come, insieme a Mystery e ad altri Pick-Up Artist, ha raggiunto il successo nel campo della seduzione.
Strauss è inoltre noto come coautore delle autobiografie di diversi personaggi dello spettacolo in generale e, in particolare, della musica.

## Opere
- The game: penetrating the secret society of pickup artists, New York, Regan Books, 2005;
  - Edizione italiana: The Game: la bibbia dell'artista del rimorchio, Milano, Rizzoli, 2006;
- Emergency: This Book Will Save Your Life, Emergenza: Questo libro può salvarti la vita (in inglese);
- Everyone Loves You When You're Dead, Tutti ti amano quando sei morto (in inglese);
- The Truth: An Uncomfortable Book About Relationships (in inglese).

### Autobiografie
Autobiografie di vari personaggi dello spettacolo raccolte da Neil Strauss e pubblicate in italiano:
- Marilyn Manson - La mia lunga strada dall'inferno, Milano, Sperling & Kupfer, 1998;
- Mötley Crüe - The dirt, Milano, Sperling & Kupfer, 2002;
- Jenna Jameson - Vita da pornostar: una storia edificante, Milano, Sonzogno, 2006.